# آهنغركلا العليا (دابوي الجنوبي)
آهنغرکلا العلیا (بالفارسية: آهنگرکلا علیا) هي قرية تقع في إيران في قسم دابوي الجنوبی الريفي. يقدر عدد سكانها بـ 925 نسمة .